# Janus (Zeitung)
Janus war eine österreichische Zeitung, die zwischen 1818 und 1819 zweimal wöchentlich in Wien erschien. Sie kam im Schrämblischen Bücherverlag heraus.